# ATP World Tour Finals 2015
El Barclays ATP World Tour Finals 2015, també anomenada Copa Masters masculina 2015, és l'esdeveniment que tanca la temporada 2015 de tennis en categoria masculina. La 46a edició en individual i la 40a en dobles es van celebrar sobre pista dura entre el 15 i el 22 de novembre de 2015 al The O2 arena de Londres, Regne Unit.
El tennista serbi Novak Đoković va realitzar una nova mostra del seu domini sobre el circuit ATP en categoria individual, imposant-se amb claredat els partits de semifinals i final. Aquest fou l'onzè títol de la temporada i la cinquena ocasió on obté el títol d'ATP World Tour Finals, el quart consecutiu (2008, 2012, 2013, 2014). La parella formada pel neerlandès Jean-Julien Rojer i el romanès Horia Tecău van col·locar la cirereta a la magnífica temporada que van realitzar i que els va permetre acabar com la millor parella de l'any. Aquest fou el tercer títol de l'any per la parella, i van esdevenir la primera parella des de 1986 que guanyava aquest torneig sense cedir un sol set.

## Individual

### Classificació
| Rq | Tennista                 | Grand Slam | Grand Slam | Grand Slam | Grand Slam | Masters 1000 | Masters 1000 | Masters 1000 | Masters 1000 | Masters 1000 | Masters 1000 | Masters 1000 | Masters 1000 | Altres millors resultats | Altres millors resultats | Altres millors resultats | Altres millors resultats | Altres millors resultats | Altres millors resultats | Punts  | Torn. |
| -- | ------------------------ | ---------- | ---------- | ---------- | ---------- | ------------ | ------------ | ------------ | ------------ | ------------ | ------------ | ------------ | ------------ | ------------------------ | ------------------------ | ------------------------ | ------------------------ | ------------------------ | ------------------------ | ------ | ----- |
| Rq | Tennista                 | AUS        | RG         | WIM        | USO        | INW          | MIA          | MAD          | ROM          | CAN          | CIN          | XAN          | PAR          | 1                        | 2                        | 3                        | 4                        | 5                        | 6                        | Punts  | Torn. |
| 1  | Novak Đoković 04/06/2015 | G 2000     | F 1200     | G 2000     | G 2000     | G 1000       | G 1000       | A 0          | G 1000       | F 600        | F 600        | G 1000       | G 1000       | G 1000                   | G 500                    | F 300                    | QF 450                   | CD 40                    |                          | 15.285 | 16    |
| 2  | Andy Murray 15/08/2015   | F 1200     | SF 720     | SF 720     | R16 180    | SF 360       | F 600        | G 1000       | R16 90       | G 1000       | SF 360       | SF 360       | F 600        | G 500                    | CD 350                   | G 250                    | QF 90                    | QF 90                    |                          | 8.470  | 19    |
| 3  | Roger Federer 08/09/2015 | R32 90     | QF 360     | F 1200     | F 1200     | F 600        | A 0          | R32 10       | F 600        | A 0          | G 1000       | R32 10       | R16 90       | G 500                    | G 500                    | G 500                    | G 250                    | G 250                    | R16 90                   | 7.260  | 16    |
| 4  | Stan Wawrinka 09/09/2015 | SF 720     | G 2000     | QF 360     | SF 720     | R64 10       | R32 45       | R16 90       | SF 360       | R32 10       | QF 180       | QF 180       | SF 360       | G 500                    | G 500                    | G 250                    | R16 90                   | CD 80                    | R16 45                   | 6.500  | 22    |
| 5  | Rafael Nadal 18/10/2015  | QF 360     | QF 360     | R64 45     | R32 90     | QF 180       | R32 45       | F 600        | QF 180       | QF 180       | R16 90       | SF 360       | QF 180       | G 500                    | SF 360                   | F 300                    | F 300                    | G 250                    | G 250                    | 4.630  | 22    |
| 6  | Tomáš Berdych 18/10/2015 | SF 720     | R16 180    | R16 180    | R16 180    | QF 180       | SF 360       | SF 360       | QF 180       | R32 10       | QF 180       | QF 180       | QF 180       | F 600                    | F 300                    | G 250                    | G 250                    | SF 180                   | F 150                    | 4.620  | 20    |
| 7  | David Ferrer 31/10/2015  | R16 180    | QF 360     | A 0        | R32 90     | R32 45       | QF 180       | QF 180       | SF 360       | A 0          | SF 180       | R32 10       | SF 360       | G 500                    | G 500                    | G 500                    | G 250                    | G 250                    | QF 180                   | 4.305  | 18    |
| 8  | Kei Nishikori 31/10/2015 | QF 360     | QF 360     | R64 45     | R128 10    | R16 90       | QF 180       | SF 360       | QF 180       | SF 360       | A 0          | R16 90       | R16 90       | G 500                    | G 500                    | F 300                    | G 250                    | SF 180                   | SF 180                   | 4.035  | 20    |
| S1 | Richard Gasquet          | R32 90     | R16 180    | SF 720     | QF 360     | R64 10       | R16 45       | R32 45       | R32 45       | A 0          | QF 180       | R16 90       | QF 180       | G 250                    | G 250                    | SF 180                   | QF 90                    | SF 90                    | R16 45                   | 2.850  | 18    |
| −  | Jo-Wilfried Tsonga       | A 0        | SF 720     | R32 90     | QF 360     | A 0          | R32 45       | R32 45       | R16 90       | QF 180       | R64 10       | F 600        | R16 90       | G 250                    | R16 90                   | R16 45                   | R16 20                   |                          |                          | 2.635  | 17    |

### Fase grups

#### Grup Stan Smith
| CS | Jugador       | N. Đoković | R. Federer    | T. Berdych    | K. Nishikori  | V − D | Sets  | Jocs    | Pos. |
| 1  | Novak Đoković |            | 5−7, 2−6      | 6−3, 7−5      | 6−1, 6−1      | 2 − 1 | 4 − 2 | 32 − 22 | 2    |
| 3  | Roger Federer | 7−5, 6−2   |               | 6−4, 6−2      | 7−5, 4−6, 6–4 | 3 − 0 | 6 − 1 | 42 − 28 | 1    |
| 6  | Tomáš Berdych | 3−6, 5−7   | 4−6, 2−6      |               | 5−7, 6−3, 3–6 | 0 − 3 | 1 − 6 | 28 − 41 | 4    |
| 8  | Kei Nishikori | 1−6, 1−6   | 5−7, 6−4, 4–6 | 7−5, 3−6, 6–3 |               | 1 − 2 | 3 − 5 | 33 − 43 | 3    |

#### Grup Ilie Nastase
| CS | Jugador       | A. Murray   | S. Wawrinka | R. Nadal         | D. Ferrer        | V − D | Sets  | Jocs    | Pos. |
| 2  | Andy Murray   |             | 6−7(2), 4−6 | 4−6, 1−6         | 6−4, 6−4         | 1 − 2 | 2 − 4 | 27 − 31 | 3    |
| 4  | Stan Wawrinka | 7−6(2), 6−4 |             | 3−6, 2−6         | 7−5, 6−2         | 2 − 1 | 4 − 2 | 31 − 29 | 2    |
| 5  | Rafael Nadal  | 6−4, 6−1    | 6−3, 6−2    |                  | 6−7(2), 6−3, 6−4 | 3 − 0 | 6 − 1 | 42 − 24 | 1    |
| 7  | David Ferrer  | 4−6, 4−6    | 5−7, 2−6    | 7−6(2), 3−6, 4−6 |                  | 0 − 3 | 1 − 6 | 29 − 43 | 4    |

### Fase final
|  | Semifinals | Semifinals    | Semifinals    | Semifinals | Semifinals |               |               | Final | Final | Final | Final | Final |
|  |            |               |               |            |            |               |               |       |       |       |       |       |
|  | 3          | Roger Federer | 7             | 6          |            |               |               |       |       |       |       |       |
|  | 4          | Stan Wawrinka | 5             | 3          |            |               |               |       |       |       |       |       |
|  | 4          | Stan Wawrinka | 5             | 3          |            | 3             | Roger Federer | 3     | 4     |       |       |       |
|  |            |               |               |            |            | 3             | Roger Federer | 3     | 4     |       |       |       |
|  |            | 1             | Novak Đoković | 6          | 6          |               |               |       |       |       |       |       |
|  | 1          | 1             | Novak Đoković | 6          | 6          | Novak Đoković | 6             | 6     |       |       |       |       |
|  | 1          |               |               |            |            | Novak Đoković | 6             | 6     |       |       |       |       |
|  | 5          | Rafael Nadal  | 3             | 3          |            |               |               |       |       |       |       |       |

## Dobles

### Classificació
| Rq | Equips                                         | Millors resultats | Millors resultats | Millors resultats | Millors resultats | Millors resultats | Millors resultats | Millors resultats | Millors resultats | Millors resultats | Millors resultats | Millors resultats | Millors resultats | Millors resultats | Millors resultats | Millors resultats | Millors resultats | Millors resultats | Millors resultats | Punts | Torn. |
| Rq | Equips                                         | 1                 | 2                 | 3                 | 4                 | 5                 | 6                 | 7                 | 8                 | 9                 | 10                | 11                | 12                | 13                | 14                | 15                | 16                | 17                | 18                | Punts | Torn. |
| -- | ---------------------------------------------- | ----------------- | ----------------- | ----------------- | ----------------- | ----------------- | ----------------- | ----------------- | ----------------- | ----------------- | ----------------- | ----------------- | ----------------- | ----------------- | ----------------- | ----------------- | ----------------- | ----------------- | ----------------- | ----- | ----- |
| 1  | Bob Bryan Mike Bryan 17/08/2015                | F 1200            | G 1000            | G 1000            | G 1000            | G 500             | QF 360            | G 250             | G 250             | R16 180           | QF 180            | QF 180            | QF 180            | QF 90             | R16 90            | CD 50             | QF 45             |                   |                   | 6.555 | 21    |
| 2  | Jean-Julien Rojer Horia Tecau 02/10/2015       | G 2000            | SF 720            | SF 720            | QF 360            | G 500             | QF 180            | QF 180            | QF 180            | QF 180            | QF 180            | SF 180            | SF 180            | SF 180            | SF 180            | F 150             | F 150             | R16 90            | QF 90             | 6.400 | 21    |
| 3  | Ivan Dodig Marcelo Melo 19/10/2015             | G 2000            | G 1000            | SF 720            | G 500             | QF 360            | SF 360            | SF 360            | SF 360            | F 300             | QF 180            |                   |                   |                   |                   |                   |                   |                   |                   | 6.140 | 13    |
| 4  | Jamie Murray John Peers 19/10/2015             | F 1200            | F 1200            | G 500             | F 325             | F 300             | F 300             | F 300             | G 250             | R16 180           | R16 180           | QF 180            | QF 180            | QF 180            | QF 135            | R16 90            | SF 90             | QF 45             |                   | 5.635 | 25    |
| 5  | Simone Bolelli Fabio Fognini 19/10/2015        | G 2000            | SF 720            | F 600             | F 600             | F 600             | SF 180            | R16 90            | CD 60             | QF 45             |                   |                   |                   |                   |                   |                   |                   |                   |                   | 4.895 | 16    |
| 6  | Pierre-Hugues Herbert Nicolas Mahut 19/10/2015 | G 2000            | F 1200            | G 500             | R16 180           | R16 180           | QF 180            | F 150             | F 150             | R16 90            | QF 90             | QF 45             |                   |                   |                   |                   |                   |                   |                   | 4.765 | 14    |
| 7  | Marcin Matkowski Nenad Zimonjić 26/10/2015     | F 600             | F 600             | QF 360            | QF 360            | QF 360            | SF 360            | SF 360            | F 300             | QF 180            | QF 180            | SF 180            | SF 180            | QF 90             | QF 90             | SF 90             |                   |                   |                   | 4.290 | 19    |
| 8  | Rohan Bopanna Florin Mergea 08/11/2015         | G 1000            | SF 720            | QF 360            | F 300             | G 250             | R16 180           | QF 180            | QF 180            | SF 180            | F 150             | QF 90             | QF 45             |                   |                   |                   |                   |                   |                   | 3.635 | 16    |
| S1 | Vasek Pospisil Jack Sock                       | G 1000            | F 600             | F 600             | G 500             | QF 360            | R16 180           | QF 180            |                   |                   |                   |                   |                   |                   |                   |                   |                   |                   |                   | 3.420 | 12    |

### Fase grups

#### Grup Ashe/Smith
| CS | Parelles                     | B. Bryan M. Bryan       | J. Murray J. Peers      | S. Bolelli F. Fognini | R. Bopanna F. Mergea | V − D | Sets  | Jocs    | Pos. |
| 1  | Bob Bryan Mike Bryan         |                         | 6−7(5), 7−6(5), [16−14] | 6−3, 6−2              | 4−6, 3−6             | 2 − 1 | 4 − 3 | 33 − 30 | 2    |
| 4  | Jamie Murray John Peers      | 7−6(5), 6−7(5), [14−16] |                         | 7−6(5), 3−6, [11−9]   | 3−6, 6−7(5)          | 1 − 2 | 3 − 5 | 33 − 39 | 3    |
| 5  | Simone Bolelli Fabio Fognini | 3−6, 2−6                | 6−7(5), 6−3, [9−11]     |                       | 6−4, 1−6, [10−5]     | 1 − 2 | 3 − 5 | 25 − 33 | 4    |
| 8  | Rohan Bopanna Florin Mergea  | 6−4, 6−3                | 6−3, 7−6(5)             | 4−6, 6−1, [5−10]      |                      | 2 − 1 | 5 − 2 | 35 − 24 | 1    |

#### Grup Fleming/McEnroe
| CS | Parelles                            | J-J.Rojer H. Tecău | I. Dodig M. Melo    | P-H. Herbert N. Mahut | M. Matkowski N. Zimonjić | V − D | Sets  | Jocs    | Pos. |
| 2  | Jean-Julien Rojer Horia Tecău       |                    | 6−4, 7−6(3)         | 6−4, 7−5              | 6−2, 6−4                 | 3 − 0 | 6 − 0 | 38 − 25 | 1    |
| 3  | Ivan Dodig Marcelo Melo             | 4−6, 6−7(3)        |                     | 3−6, 7−6(4), [10−7]   | 3−6, 7−5, [10−6]         | 2 − 1 | 4 − 4 | 32 − 36 | 2    |
| 6  | Pierre-Hugues Herbert Nicolas Mahut | 4−6, 5−7           | 6−3, 6−7(4), [7−10] |                       | 5−7, 6−3, [10−8]         | 1 − 2 | 3 − 5 | 33 − 34 | 3    |
| 7  | Marcin Matkowski Nenad Zimonjić     | 4−6, 3−6           | 6−3, 5−7, [6−10]    | 7−5, 3−6, [8−10]      |                          | 0 − 3 | 2 − 6 | 27 − 35 | 4    |

### Fase final
|  | Semifinals | Semifinals                    | Semifinals                    | Semifinals | Semifinals |                      |                             | Final | Final | Final | Final | Final |
|  |            |                               |                               |            |            |                      |                             |       |       |       |       |       |
|  | 8          | Rohan Bopanna Florin Mergea   | 6                             | 6          |            |                      |                             |       |       |       |       |       |
|  | 3          | Ivan Dodig Marcelo Melo       | 4                             | 2          |            |                      |                             |       |       |       |       |       |
|  | 3          | Ivan Dodig Marcelo Melo       | 4                             | 2          |            | 8                    | Rohan Bopanna Florin Mergea | 4     | 3     |       |       |       |
|  |            |                               |                               |            |            | 8                    | Rohan Bopanna Florin Mergea | 4     | 3     |       |       |       |
|  |            | 2                             | Jean-Julien Rojer Horia Tecău | 6          | 6          |                      |                             |       |       |       |       |       |
|  | 1          | 2                             | Jean-Julien Rojer Horia Tecău | 6          | 6          | Bob Bryan Mike Bryan | 4                           | 4     |       |       |       |       |
|  | 1          |                               |                               |            |            | Bob Bryan Mike Bryan | 4                           | 4     |       |       |       |       |
|  | 2          | Jean-Julien Rojer Horia Tecău | 6                             | 6          |            |                      |                             |       |       |       |       |       |